# Contopini
Contopini – plemię ptaków z podrodziny wodopławików (Fluvicolini) w rodzinie tyrankowatych (Tyrannidae).

## Zasięg występowania
Plemię obejmuje gatunki występujące w Ameryce.

## Systematyka
Do plemienia należą następujące rodzaje:
- Ochthornis P.L. Sclater, 1888 – jedynym przedstawicielem jest Ochthornis littoralis (von Pelzeln, 1868) – wodotyranek
- Aphanotriccus Ridgway, 1905
- Cnemotriccus Hellmayr, 1927 – jedynym przedstawicielem jest Cnemotriccus fuscatus (zu Wied, 1831) – empidon
- Xenotriccus Dwight & Griscom, 1927
- Sayornis Bonaparte, 1854
- Empidonax Cabanis, 1855
- Mitrephanes Coues, 1882
- Contopus Cabanis, 1855